# Stop for a Minute (Keane)
Stop for a Minute è un singolo del gruppo musicale britannico Keane, pubblicato il 5 aprile 2010 come unico estratto dal terzo EP Night Train.

## Descrizione
Terza traccia di Night Train, Stop for a Minute ha visto la partecipazione del rapper canadese K'naan e inoltre è presente nella colonna sonora del videogioco Pro Evolution Soccer 2011.

## Video musicale
Il videoclip mostra alcuni scatti di alcune vie di Londra, per poi spostarsi in un pub, all'interno quale sono visibili il frontman dei Keane Tom Chaplin e K'naan cantare il brano. Attorno a loro è possibile vedere molta gente godersi la serata, in contrasto con alcune parole presenti nel testo della canzone.

## Tracce
CD promozionale
1. Stop for a Minute (Radio Edit) – 3:40

Download digitale
1. Stop for a Minute – 4:06

## Classifiche
| Classifica (2010) | Posizione massima |
| ----------------- | ----------------- |
| Belgio (Fiandre)  | 31                |
| Belgio (Vallonia) | 14                |
| Danimarca         | 15                |
| Irlanda           | 27                |
| Paesi Bassi       | 35                |
| Regno Unito       | 40                |
| Regno Unito (R&B) | 14                |